# Bački Jarak
Bački Jarak (izvirno srbsko Бачки Јарак) je naselje v Srbiji, ki upravno spada pod Občino Temerin; slednja pa je del Južnobačkega upravnega okraja.

## Demografija
V naselju, katerega izvirno (srbsko-cirilično) ime je Бачки Јарак, živi 4838 polnoletnih prebivalcev, pri čemer je njihova povprečna starost 38,7 let (37,8 pri moških in 39,6 pri ženskah). Naselje ima 1967 gospodinjstev, pri čemer je povprečno število članov na gospodinjstvo 3,06.
To naselje je, glede na rezultate popisa iz leta 2002, večinoma srbsko, a v času zadnjih 3 popisov je opazen porast števila prebivalcev.
|  |

| Demografija | Demografija     | Demografija     |
| Leto        | Št. prebivalcev | Št. prebivalcev |
| ----------- | --------------- | --------------- |
|             |                 |                 |
|             |                 |                 |
|             |                 |                 |
|             |                 |                 |
| 1948        | 2438            |                 |
| 1953        | 2544            |                 |
| 1961        | 3362            |                 |
| 1971        | 3858            |                 |
| 1981        | 5396            |                 |
| 1991        | 5426            | 5313            |
| 2002        | 6221            | 6049            |
|             |                 |                 |

| Etnična sestava po popisu iz leta 2002 | Etnična sestava po popisu iz leta 2002 | Etnična sestava po popisu iz leta 2002 | Etnična sestava po popisu iz leta 2002 | Etnična sestava po popisu iz leta 2002 |
| -------------------------------------- | -------------------------------------- | -------------------------------------- | -------------------------------------- | -------------------------------------- |
| Srbi                                   | Srbi                                   |                                        | 5.838                                  | 96,51%                                 |
| Madžari                                | Madžari                                |                                        | 43                                     | 0,71%                                  |
| Hrvati                                 | Hrvati                                 |                                        | 30                                     | 0,49%                                  |
| Jugoslovani                            | Jugoslovani                            |                                        | 22                                     | 0,36%                                  |
| Rusini                                 | Rusini                                 |                                        | 13                                     | 0,21%                                  |
| Makedonci                              | Makedonci                              |                                        | 11                                     | 0,18%                                  |
| Slovaki                                | Slovaki                                |                                        | 10                                     | 0,16%                                  |
| Nemci                                  | Nemci                                  |                                        | 7                                      | 0,11%                                  |
| Črnogorci                              | Črnogorci                              |                                        | 6                                      | 0,09%                                  |
| Rusi                                   | Rusi                                   |                                        | 3                                      | 0,04%                                  |
| Albanci                                | Albanci                                |                                        | 3                                      | 0,04%                                  |
| Muslimani                              | Muslimani                              |                                        | 2                                      | 0,03%                                  |
| Čehi                                   | Čehi                                   |                                        | 1                                      | 0,01%                                  |
| Bolgari                                | Bolgari                                |                                        | 1                                      | 0,01%                                  |
| Neznano                                | Neznano                                |                                        | 27                                     | 0,44%                                  |